# Ōrākei Ward
Der Ōrākei Ward ist eine Verwaltungseinheit des Auckland Council in Neuseeland.

## Geographie
Der eine Fläche von 32,8 km² umfassende Ōrākei Ward, und damit der zweitkleinste Ward des Auckland Council, befindet sich zwischen dem Stadtzentrum von Auckland im Westen, dem Albert-Eden-Puketāpapa Ward im Südwesten, dem Maungakiekie-Tāmaki Ward im Süden, dem Tāmaki River im Osten und dem Waitematā Harbour sowie des Hafenausgang im Norden.
Die Grenze des Ward verläuft, beginnend westlich der Judges Bay, auf den New Zealand State Highway 16 zulaufend, den Stadtteil Grafton umschließend und weiter südöstlich entlang des New Zealand State Highway 1. Zwischen den Stadtteilen Remuera und Ellerslie knickt die Grenzziehung dann nach Osten ab und folgt den Straßen Morrin Street, Abbotts Way und Lynn Avenue, letztere allerdings nur zum Teil. Dann wird der Stadtteil Stonefields in rechteckiger Form umschlossen. Die Grenze folgt schließlich weiter nach Norden der College Road folgend. An der Kreuzung zur St Heliers Bay Road folgt die Grenzlinie des Ward der Straße etwas nach Osten, um dann in gleicher Richtung über die West Tamaki Road bis in den nördlichen Teil der Bucht Wai o Taiki Bay zu reichen. Von dort aus folgt die Grenze dem Tāmaki River nach Norden und folgt nach dessen Mündung vor den Hafenausgang des Waitematā Harbour nach Westen zum Ausgangspunkt zurück.

## Wirtschaftsdaten
Der Ōrākei Ward zählte 86,200 Einwohner im Jahr 2023. Für den gleichen Zeitraum wies die Statistik über den Ōrākei Local Board 15.225 Unternehmen aus, die 27.724 Mitarbeiter beschäftigten.
Das Bruttosozialprodukt, in Neuseeland Gross Domestic Product (GDP) genannt, betrug im Jahr 2023 für das Gebiet 3.403 Mrd. NZD, mit einem Wachstum gegenüber dem Vorjahr von 3,9 %. Neuseeland insgesamt hatte im gleichen Bemessungszeitraum im Vergleich dazu ein Wachstum von 2,9 %.
In dem oben genannten Local Board führte die Branche Gesundheitspflege und Sozialhilfe mit einem Anteil am GDP von 12,6 % die Statistik an, dicht gefolgt von freiberuflichen, wissenschaftlichen und technischen Dienstleistungen mit 12,5 % und der Vermietung, Verleih und Immobiliendienstleistungen mit 11,0 % Anteil.

## Politische Führung des Ōrākei Ward
Die politische Führung des Auckland Council erfolgt durch den Mayor (Bürgermeister), 20 Ward Councillors (Ward Stadträte) und in jedem der dreizehn Wards noch einmal durch eine unterschiedliche Anzahl von Mitgliedern, die in Local Boards organisiert sind. Die derzeit 21 Local Boards haben insgesamt 149 Mitglieder. Während sich die Local Boards auf die Entscheidungsfindung und Führung auf kommunaler Ebene konzentrieren, befassen sich der Mayor mit den Councillors mit dem großen Ganzen der Stadt und mit den strategischen Entscheidungen für das gesamte Stadtgebiet des Auckland Council.
Für den Ōrākei Ward ist ein Councillor (Stadtrat) zuständig und auf lokaler Ebene 7 Local Board Mitglieder für den Ōrākei Local Board.